# The Sixth Day: Single Collection
A The Sixth Day: Single Collection Gackt japán énekes első válogatáslemeze, mely 2004. február 25-én jelent meg a Nippon Crown kiadónál. 
A lemez 3. helyezett volt az Oricon heti slágerlistáján és 23 hétig szerepelt rajta. A Japán Hanglemezgyártók Szövetsége platinalemezzé nyilvánította.

## Számlista
| #   | Cím                                                                                      | Hossz |
| --- | ---------------------------------------------------------------------------------------- | ----- |
| 1.  | Oasis                                                                                    | 5:26  |
| 2.  | Sekirei: Seki-ray (鶺鴒〜seki-ray〜; Hepburn: Sekirei: Seki-ray)                         | 4:25  |
| 3.  | Secret Garden                                                                            | 4:37  |
| 4.  | Kimi ga oikaketa jume (君が追いかけた夢; Hepburn: Kimi Ga Oikaketa Yume)                 | 4:20  |
| 5.  | Vaszurenai kara (忘れないから; Hepburn: Wasurenai Kara)                                  | 4:43  |
| 6.  | Cuki no uta (月の詩; Hepburn: Tsuki no Uta)                                              | 4:47  |
| 7.  | Mirror                                                                                   | 4:49  |
| 8.  | Vanilla                                                                                  | 4:16  |
| 9.  | Mizerable                                                                                | 4:51  |
| 10. | Lu:na                                                                                    | 3:29  |
| 11. | Last Song                                                                                | 4:46  |
| 12. | Another World                                                                            | 3:05  |
| 13. | Kimi no tame ni dekiru koto (君のためにできること; Hepburn: Kimi no Tame ni Dekiru Koto) | 4:16  |
| 14. | Szaikai (Story) (再会〜Story〜; Hepburn: Saikai (Story))                                 | 5:53  |